# Terry Dobson
Walter Norton Dobson III bekannt unter dem Namen Terry Dobson (* 9. Juni 1937 in Cambridge, Massachusetts; † 2. August 1992) war ein amerikanischer Aikido-Pionier, Aikido-Lehrer, Berater in Konfliktfragen und Schriftsteller. Er war einer von nur zwei westlichen Ushi-Deshi von Morihei Ueshiba, dem Begründer des Aikido, und wurde von diesem direkt unterrichtet.

## Kindheit und Jugend
Terry Dobson wurde als Spross einer wohlhabenden Familie geboren. 1940 nach New York City umgezogen, verlebte er, aufgezogen von seiner alkoholkranken Mutter und seinem Stiefvater, eine turbulente Kindheit. Seinem leiblichen Vater, der in Ungnade gefallen war, nachdem herauskam, dass er gefälschte Dokumente benutzte, um in die Harvard Business School aufgenommen zu werden, begegnete er nur ein einziges Mal nach der Trennung der Eltern.
Terry besuchte Privatschulen, wo sein Talent im Amerikan Footballspiel auffiel. So erhielt er ein Stipendium für eine Eliteuniversität, die er aber wegen seines rebellischen Verhaltens verlassen musste. Er trainierte auch eine Saison mit den New York Football Giants unter Vince Lombardy. Während der Libanonkrise 1958 war er als US Marine zuständig für die Instandhaltung der Hubschrauber.  Kurze Zeit studierte  er auch an der New York University. 1959 schickte ihn seine Familie nach Japan, wo er ein Landwirtschaftsprojekt unterstützen und Englisch unterrichten sollte.

## Aikido in Japan
Was als Kurzzeitprojekt, das ihn zur Besinnung bringen sollte, geplant war, entwickelte sich unerwartet. Terry Dobson blieb mehr als zehn Jahre in Japan. Während eines Aufenthalts in Tokyo besuchte er eine Aikidoaufführung in einer US-Basis in Yokohama und 1959, sechs Monate nach dieser Zufallsbekanntschaft mit der damals noch völlig unbekannten Kampfkunst, begann er sein Training im Aikikai Hombu Dojo. Er lebte bis zu seiner Heirat im Jahr 1964 als Ushi-Deshi im Hause Ueshibas und übte  bis zum Tod des Aikidogründers im Jahr 1969 Aikido bei Morihei Ueshiba.

### Die Zuggeschichte
Diese nicht nur in Kampfsportkreisen legendäre „Zuggeschichte“ gilt als Beispiel gewaltfreier Konfliktlösung im Stil der Aikidophilosophie schlechthin. Sie stammt von Terry Dobson, der sie während einer Fahrt in der Schnellbahn von Tobe in Japan erlebt hat. Er selbst ist der amerikanische Aikidoka, der nach einigem Unterricht bei O Sensei darauf brennt, endlich Aikido anwenden zu können, als ein Betrunkener in der Bahn pöbelt. Aber während Terry Dobson schon die Ärmel hochkrempelt, um diesen Konflikt zu lösen, ruft  ein winziger Alter den Pöbelnden an, erhält dessen Aufmerksamkeit, spricht mit ihm und entspannt die Situation mit wenigen Sätzen. Terry Dobson erkannte die Lehre für sich daraus und beschloss, Aikido unter neuen Voraussetzungen zu üben.

## Rückkehr in die USA
1970, ein Jahr nach Morihei Ueshibas Tod, kehrte Terry Dobson in die USA zurück und unterrichtete dort Aikido auf Seminaren und Lehrgängen im ganzen Land. Er kam damit dem Wunsch seines Lehrers nach, der einige seiner Schüler ins Ausland schickte, um Aikido dort zu unterrichten und bekannt zu machen. Gemeinsam mit Ken Nisson gründete Terry Dobson das Bond Street Dojo in New York und später Vermont Aikido in Burlington, Vermont. 1979 zog er nach San Francisco, Kalifornien und kam dort in Kontakt mit Robert Bly und dessen mythopoetischer Männerbewegung. Bis zu seinem Tod im Jahr 1992 unterrichtete Terry Dobson Aikido und ist Mitautor einiger Bücher über diese Kampfkunst.

## Tod
Bereits seit Jahren wegen seiner schweren Herzerkrankung in Behandlung, fiel er 1992 im Anschluss an einen Aikidounterricht ins Koma und starb am  2. August 1992. Seine Tochter Marion, sein Sohn Daniel und seine Partnerin Ricki Moss gehören zu den Hinterbliebenen.

## Werke
- Terry Dobson, Victor Miller: Giving in to get your way: the attack-tics system for winning your everyday battles. Delacorte Press, New York 1978, ISBN 0-440-03247-4.
- Terry Dobson, Judith Shepherd-chow: Save and Alive: How to protect  yourself, your family, and your property against violence. J.P. Taucher, Los Angeles 1981, ISBN 0-87477-189-7.
- Terry Dobson, Victor Miller: Aikido in Everyday Life: Giving in to Get Your Way. Blue Snake Books, Berkeley, California 1993, ISBN 1-55643-151-1.
- Terry Dobson, Ricki Moss, Jan E. Watson: Its a lot like dancing: An Aikido Journey. Frog, 1993, ISBN 1-883319-02-1.
- Terry Dobson, Riki Moss, Jan E. Watson: Aikidô – Tanz des Lebens. Schlatt - books, 2007, ISBN 978-3-937745-18-3.
- Terry Dobson, Ricki Moss: An Obese White Gentleman in No Apparent Distress. Blue Snake Books, Berkeley, California 2009, ISBN 978-1-58394-270-3.